# Хусаинов, Ахмедиар Дауленович
Ахмедиар Хусаинов (1924—1986) — красноармеец Рабоче-крестьянской Красной Армии, участник Великой Отечественной войны, Герой Советского Союза (1943).

## Биография
Ахмедиар Хусаинов родился 10 мая 1924 года в селе Урда (ныне — Бокейординский район Западно-Казахстанской области Казахстана). После окончания десяти классов школы работал в колхозе. В июле 1942 года Хусаинов был призван на службу в Рабоче-крестьянскую Красную Армию. С 1943 года — на фронтах Великой Отечественной войны.
К октябрю 1943 года красноармеец Ахмедиар Хусаинов был миномётчиком 167-го отдельного пулемётно-артиллерийского батальона 116-го укрепрайона 51-й армии 4-го Украинского фронта. Отличился во время боёв за Мелитополь. Ворвавшись в немецкие траншеи, Хусаинов лично уничтожил несколько немецких солдат. Принимал активное участие в отражении большого количества немецких контратак, сам был ранен, но продолжал сражаться.
Указом Президиума Верховного Совета СССР от 1 ноября 1943 года красноармеец Ахмедиар Хусаинов был удостоен высокого звания Героя Советского Союза с вручением ордена Ленина и медали «Золотая Звезда».
После окончания войны Хусаинов был демобилизован. Проживал и работал в Фурмановском районе Уральской области. В 1949 году Хусаинов окончил Алма-Атинский педагогический институт. Скончался 5 мая 1986 года.
Был также награждён орденом Отечественной войны 1-й степени и рядом медалей.
В честь Хусаинова названа школа на его родине.